# Orlovka
L'Orlovka (in russo Орловка?) è un fiume della Siberia occidentale (Russia), affluente di destra del fiume Ket', appartenente al bacino idrografico del fiume Ob'.

## Corso del fiume
L'Orlovka ha origine dal lago Burgunkuj, nello Enisejskij rajon, e scorre inizialmente verso sud-ovest e poi a sud, attraversando il bassopiano della Siberia occidentale. Dopo 327 km sfocia nel fiume Ket' a 523 km dalla confluenza di quest'ultimo nell'Ob' e a 15 km a nord-est del villaggio di Klyounkvinka.
Il fiume congela a metà ottobre o inizio novembre e rimane coperto dai ghiacci fino a fine aprile o maggio.
Il fiume è rinomato come destinazione per la pesca con la mosca.

## Idrometria
La portata dell'Orlovka è stata misurata per 41 anni, nel periodo 1956-2000, nei pressi della cittadina di Družnyj, a circa 29 km dalla sua confluenza con il Ket', ad un'altitudine di 84 m s.l.m.. L'area di drenaggio a monte del punto di misura è pari a 8740 km², circa l'97% del bacino idrografico del fiume.
Il fiume è caratterizzato da un regime fluviale di tipo nivale-pluviale, in quanto alimentato in gran parte dallo scioglimento della neve, ma anche dalle piogge estive e autunnali.
La portata media nel corso dell'anno si attesta a 63,5 m³/s, distribuita nei vari mesi come da grafico seguente: